# 夢乃狸
夢乃狸（ゆめのたぬき、1982年10月23日 - ）は、日本の漫画家、イラストレーター。男性。京都府宇治市出身、東京都在住。
主に『プルメロ』および後継誌の『COMIC BAVEL』、『COMIC失楽天』、『COMIC阿呍』などで成人向け漫画で活動するほか、青年漫画の執筆も行っている。
同人サークル「brilliant thunder」を主宰し、コミックマーケットなどの同人誌即売会にも参加している。

## 作品リスト

### 一般向け作品

#### 連載作品
- 『暫定彼女〜ビンカンファイター〜』 （双葉社『COMICすもも』 VOL.11〈2012年4月[6]〉 - VOL.16〈2013年2月[7]〉、全1巻）
  - 〈アクションコミックス COMIC HIGH’S BRAND〉、2013年4月12日発売[8]、ISBN 978-4-575-84217-3
- 『ほのみぶれいくっ！』[注 1] （文苑堂『COMIC BAVEL』2015年9月号より巻末の全年齢向け漫画として連載中[注 2]、既刊2巻）
  1. 2019年9月30日発売[9]、ISBN 978-4-86117-331-8
  2. 2022年2月28日発売[10]、ISBN 978-4-86117-390-5
- 『つむじまがり×すぷりんぐ』 （講談社『週刊ヤングマガジン』2020年40号[11] - 2021年35号、〈ヤンマガKCスペシャル〉、全5巻）
  1. 2020年12月4日発売[12][13]、ISBN 978-4-06-521839-6
  2. 2021年3月5日発売[14]、ISBN 978-4-06-522593-6
  3. 2021年9月6日発売[15]、ISBN 978-4-06-524762-4
  4. 2021年11月5日発売[16]、ISBN 978-4-06-525850-7
  5. 2021年11月5日発売[17]、ISBN 978-4-06-525844-6
- 『北沢くんはAクラス』 （講談社『週刊少年マガジン』2022年53号 - 2023年29号、原作: 門馬司、全3巻）
  1. 2023年3月16日発売[18]、ISBN 978-4-06-531034-2
  2. 2023年5月17日発売[19]、ISBN 978-4-06-531571-2
  3. 2023年8月17日発売[20]、ISBN 978-4-06-532606-0
- 『双子菜園』 （講談社『月マガ基地（コミックDAYS内）』2023年10月6日 - 2025年6月6日、全5巻）
  1. 2024年2月16日発売[21]、ISBN 978-4-06-534796-6
  2. 2024年6月17日発売[22]、ISBN 978-4-06-535807-8
  3. 2024年11月15日発売[23]、ISBN 978-4-06-537293-7
  4. 2025年3月17日発売[24]、ISBN 978-4-06-539123-5
  5. 2025年8月12日発売[25]、ISBN 978-4-06-540252-8

#### 読み切り作品
- 好感 （集英社『ウルトラジャンプ』2017年4月号[26]）
- わたしもソレをさわりたい！ （竹書房『まんがライフSTORIA』Vol.35[27]）
- 自分にあまい甘城さん （集英社『週刊ヤングジャンプ』2022年14号[28]）

### 成人向け作品

#### 単行本
1. 『とりぷるみっくす！』 （2012年7月21日発売[29]、若生出版〈ワコーコミックス〉、ISBN 978-4-94871-434-2）
  - ポニーテールとニュッニュ （プルメロ 2011年7月号）
  - 激情すぷらっしゅ！ 第1話 （プルメロ 2012年3月号）
  - 激情すぷらっしゅ！ 第2話 （プルメロ 2012年4月号）
  - 激情すぷらっしゅ！ 第3話 （プルメロ 2012年5月号）
  - 激情すぷらっしゅ！ 第4話 （プルメロ 2012年7月号）
  - 激情すぷらっしゅ！ 第5話 （プルメロ 2012年8月号）
  - 激情すぷらっしゅ！ 最終話 （プルメロ 2012年8月号）
  - 激情すぷらっしゅ！ 特別編 （書き下ろし）
  - とりころーるえっち 前編 （プルメロ 2011年9月号）
  - とりころーるえっち 中編 （プルメロ 2011年10月号）
  - とりころーるえっち 後編 （プルメロ 2011年12月号）
  - 意地があまって欲しさ100倍 （プルメロ 2012年2月号）
2. 『テレプしこ～れ』 （2013年3月22日発売[30]、キルタイムコミュニケーション〈二次元ドリームコミックス〉、ISBN 978-4-79920-398-9）
  - アソコ120％ （コミックプリズム Vol.5 2012年2月）
  - スーツのスキマでドッグファイト （コミックプリズム Vol.6 2012年8月）
  - ぱふぱふシュプレヒコール （二次元ドリームコミックス 乳責めアンソロジーコミックスVol.2 2012年12月）
  - 夜川さんの家庭のオキテ （コミックプリズム Vol.4 2011年10月）
  - 続・夜川さんの家庭のオキテ （コミックプリズム Vol.7 2013年2月）
  - 歌姫二重奏シエルミール～堕落のユニゾン～ （二次元ドリームマガジン Vol.59 2011年8月号）
  - 壊顔一笑 （二次元ドリームコミックス アヘ顔アンソロジーコミックスVol.3 2011年4月）
  - 闇に沈むバラ （二次元ドリームコミックス 目隠しアンソロジーコミックスVol.1 2011年5月）
  - Shoot Me Quickly!! （二次元ドリームコミックス 闘神艶戯 Vol.15 2010年11月）
  - meltdown （二次元ドリームコミックス 闘神艶戯 Vol.14 2010年9月）
  - テレプシコーレ （書き下ろし）
3. 『オスメスあでぃくしょん』 （2014年5月31日発売[31]、若生出版〈ワコーコミックス〉、ISBN 978-4-94871-455-7）
  - 異性の手帳 前編 （プルメロ 2014年2月号）
  - 異性の手帳 中編 （プルメロ 2014年4月号）
  - 異性の手帳 後編 （プルメロ 2014年5月号）
  - 異文化交流大性交 前編 （プルメロ 2013年10月号）
  - 異文化交流大性交 後編 （プルメロ 2014年1月号）
  - Xすわっぷ！ （プルメロ 2013年9月号）
  - NO FUCK NO LIFE （プルメロ 2013年6月号）
  - 宇宙でいっしょに！ （プルメロ 2013年2月号）
  - この空間は僕だけのナカ （プルメロ 2013年7月号）
  - オスメスあでぃくしょん （プルメロ 2014年7月号）
4. 『jc-t 孕みたい系女子』 （2015年12月28日発売[32]、ヒット出版社〈セラフィンコミックス〉、ISBN 978-4-89465-685-7）
  - jc-t 孕みたい系女子 前編 （COMIC阿呍 2013年9月号）
  - jc-t 孕みたい系女子 中編 （COMIC阿吽 2014年9月号）
  - jc-t 孕みたい系女子 後編 （COMIC阿吽 2015年2月号）
  - jc-t 孕みたい系女子 ボテ腹編 （COMIC阿吽 2015年7月号）
  - デキちゃっティーチャー （コアマガジン『コミックメガストアα』 2013年9月号）
  - 行動が描いたどうしようもないストーリー （COMIC阿吽 2012年12月号）
  - デルタ （COMIC阿吽 2016年1月号）
5. 『パコりシェア』[33] （2016年7月30日発売[34]、ワニマガジン社〈ワニマガジンコミックススペシャル〉、ISBN 978-4-86269-435-5）
  - ばななといちごPrologue （描き下ろし）
  - ばななといちご （COMIC失楽天 2015年3月号）
  - Debut!! （COMIC失楽天 2014年11月号）
  - 大事なムスコ （COMIC失楽天 2016年5月号）
  - チラ見え左手薬指 （COMIC失楽天 2014年7月号）
  - 私の家はここですか （COMIC失楽天 2015年6月号）
  - 好きな事シてイっていく （COMIC失楽天 2015年9月号）
  - 当選!!S・E・X☆girls～アナタのお家でPAKOります！～ （COMIC BAVEL 2015年4月号）
  - 放っておけないニクいやつ （COMIC失楽天 2014年3月号）
  - ↑つゆだく☆エロベーター↓ （COMIC失楽天 2013年9月号）
  - ひと押しアンサンブル （COMIC失楽天 2013年6月号）
  - G以上H未満！ （COMIC失楽天 2016年1月号）
6. 『オスメスみっくす！』 （2017年6月29日発売[35]、文苑堂〈BAVEL COMICS〉、ISBN 978-4-86117-273-1）
  - 『オスメスあでぃくしょん』収録作品
    - 異性の手帳 前編・中編・後編
    - Xすわっぷ！
    - NO FUCK NO LIFE

  - 『とりぷるみっくす！』収録作品
    - 激情すぷらっしゅ！ 全6話
7. 『エッチ、ハメ、ゼッタイ♥』 （2017年7月31日発売[36]、文苑堂〈BAVEL COMICS〉、ISBN 978-4-86117-275-5）
  - 春を売ります （COMIC BAVEL 2017年7月号）
  - ちぐはぐ。PLAY.01 （COMIC BAVEL 2016年12月号）
  - ちぐはぐ。PLAY.02 （COMIC BAVEL 2017年3月号）
  - ちぐはぐ。PLAY.03 （COMIC BAVEL 2017年5月号）
  - ちぐはぐ。PLAY.04 （COMIC BAVEL 2017年9月号）
  - ざくろ （COMIC BAVEL 2016年7月号）
  - ERO＆PEACE♥ （COMIC BAVEL 2016年3月号）
  - GO-ON! （COMIC BAVEL 2015年8月号）
  - 1年越しのドッキドキ （COMIC BAVEL 2016年8月号）
8. 『エロいオンナ』 （2019年9月30日発売[37]、ワニマガジン社〈ワニマガジンコミックススペシャル〉、ISBN 978-4-86269-665-6）[38]
  - あやとり～Extra～ （COMIC失楽天 2017年6月号「あやとり〜Prologue〜」から改題）
  - ふたりのり～Prologue～ （COMIC失楽天 2017年2月号「100 Giri Girl」から改題）
  - みはり （COMIC失楽天 2017年11月号）
  - ふたりのり （COMIC失楽天 2017年3月号）
  - 眠り姫と想い人 （COMIC失楽天 2016年12月号）
  - ねーねーせんせえ （COMIC失楽天 2016年9月号）
  - フェロモンシスターズ （COMIC失楽天 2016年3月号）
  - モテナイ花の花占い～中吉編～ （COMIC失楽天 2013年12月号）
  - つぼみは知ってるからねッ （茜新社『Girls forM』 Vol.9 2015年3月）
  - あやとり （COMIC失楽天 2019年10月号）
9. 『しぼりだし』 （2022年11月30日発売[39]、文苑堂〈BAVEL COMICS〉、ISBN 978-4-86117-409-4）
  - 御代とミシロ （COMIC BAVEL 2018年5月号）
  - ポンコツルーキー秋乃さん （COMIC BAVEL 2018年1月号）
  - アンダーリップサービス （COMIC BAVEL 2015年12月号）
  - 当選!! S・E・X☆girls ～アナタのお家でPAKOります！～ （COMIC BAVEL 2015年6月号）
  - あいまいにい （真激 2012年2月号）
  - しいくでさいあ （Girls forM Vol.5 2013年10月）
  - キライキラウキラワナ （プルメロ 2012年12月号）
  - お姉ちゃんだって負けません。 （プルメロ 2012年1月号）
  - ゲームなんかもうね （プルメロ 2011年6月号）
  - 10センチLovers （プルメロ 2011年5月号）

#### 単行本未収録作品
- ちゅーくらい （三和出版『コミックマショウ』 2011年10月号）
- 素直なんだしッ （プルメロ 2011年11月号）
- イク年クル年 （コミックメガストアα 2015年2月号）

#### 携帯コミック
- 『オタでもない女子が冬コミ3日目にアソビにヤってきた』 （フューチャーコミックス〈もえスタビースト〉、全4巻）

#### 表紙イラスト
- 二次元ドリームコミックス 目隠しアンソロジーコミックスVol.1 （2011年5月[40]）
- コミックグレープ Vol.2 （ジーオーティー、2013年12月）
- COMIC BAVEL （2016年3月号・8月号・12月号、2017年5月号）
- COMIC失楽天 （2016年9月号）

#### ピンナップ
- 二次元ドリームマガジン Vol.53 2010年8月号[41] ※商業デビュー作品
- COMIC失楽天 （2017年2月号）